# 翁島駅
翁島駅（おきなしまえき）は、福島県耶麻郡猪苗代町大字磐根中（いわねなか）にある、東日本旅客鉄道（JR東日本）磐越西線の駅である。

## 歴史

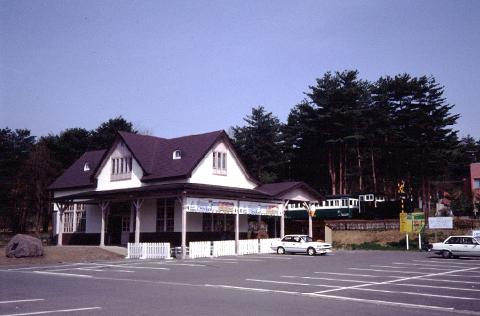
町営緑の村に移築された旧翁島駅本屋（1993年5月）

駅開設当時、所在地が翁島村（おきなじまむら）であったことが駅名の由来。なお、翁島村の名は猪苗代湖にある唯一の島・翁島からとられている。かつて猪苗代湖畔には有栖川宮・高松宮の翁島別邸（天鏡閣および現在の福島県迎賓館）が設けられ、翁島駅がその最寄駅であったことから、旧駅舎には貴賓室が設置されていた。駅舎改築にともない、旧駅舎は町営緑の村に移築・保存されている。かつて、上野からの急行「ばんだい」が走っていたころ、1往復臨時停車していたこともあった。

### 年表
- 1899年（明治32年）7月15日：岩越鉄道により、開業[3]。一般駅。
- 1906年（明治39年）11月1日：岩越鉄道が国有化[3]。
- 1915年（大正4年）9月：野口英世が一時帰郷。この駅で地元住民の歓迎を受ける。
- 1963年（昭和38年）3月1日：貨物の取り扱いを廃止[4]。
- 1972年（昭和47年）9月1日：荷物の取り扱いを廃止[4]。
- 1983年（昭和58年）3月10日：磐越西線のCTC化に伴い、駅無人化[5]。
- 1984年（昭和59年）
  - 9月26日：お召し列車が運転され、昭和天皇夫妻が下車[6]。
  - 12月：現駅舎に改築。
- 1987年（昭和62年）4月1日：国鉄分割民営化により、JR東日本の駅となる[7]。
- 2016年（平成28年）：旧本屋（駅舎）は「磐越西線鉄道施設群」の一部として、土木学会選奨土木遺産に選ばれる[8][9]。
- 2024年（令和6年）10月1日：えきねっとQチケのサービスを開始[1][10]。

## 駅構造
相対式ホーム2面2線を有する地上駅である。互いのホームは構内踏切で連絡している。
あいづ統括センター（会津若松駅）管理の無人駅である。1983年（昭和58年）に、無人化と同時に駅舎をコンクリート製のカプセル型に改築している。

### のりば
| 番線 | 路線      | 方向 | 行先         |
| ---- | --------- | ---- | ------------ |
| 1    | ■磐越西線 | 下り | 会津若松方面 |
| 2    | ■磐越西線 | 上り | 郡山方面     |

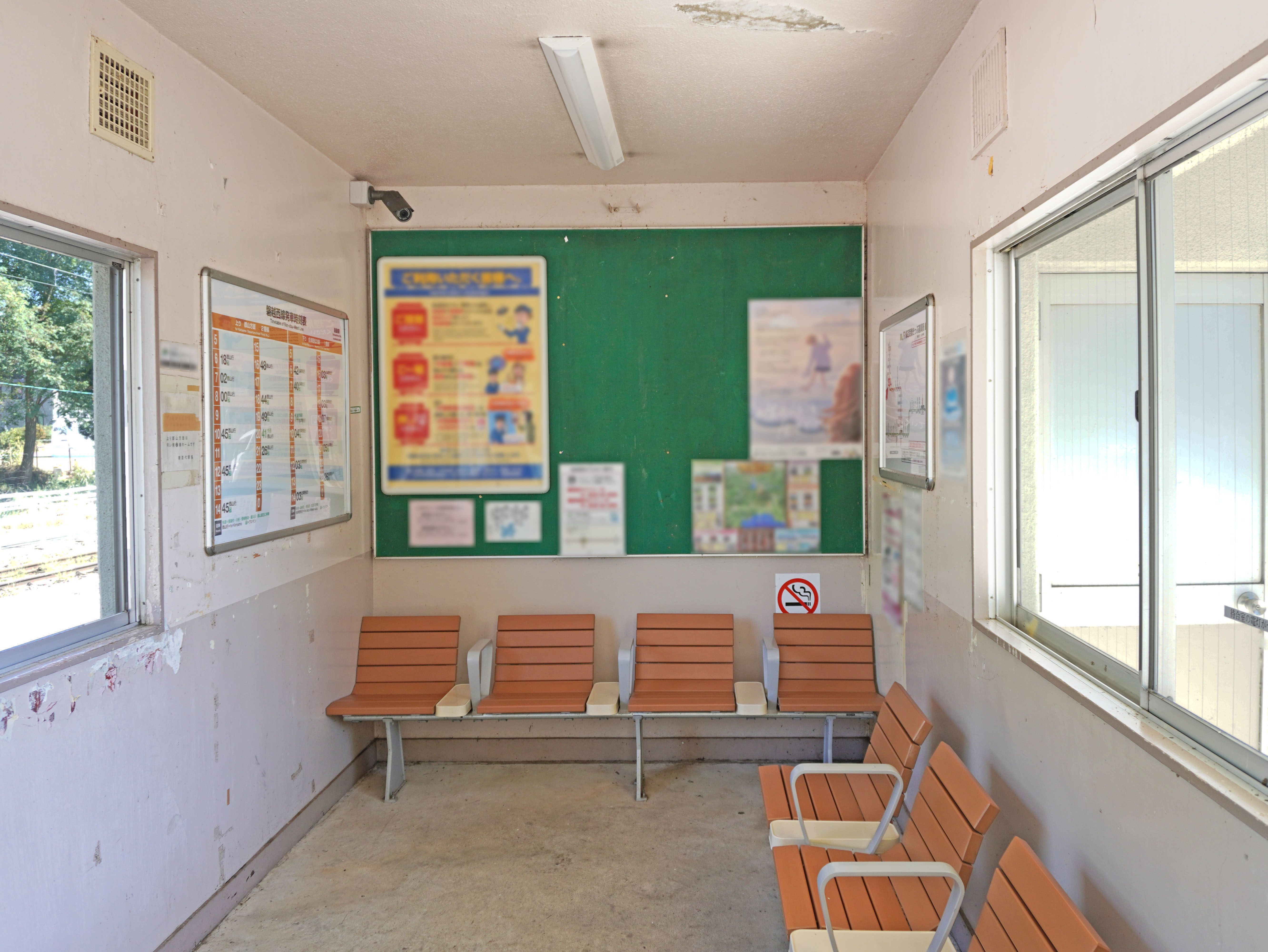
待合室（2022年9月）
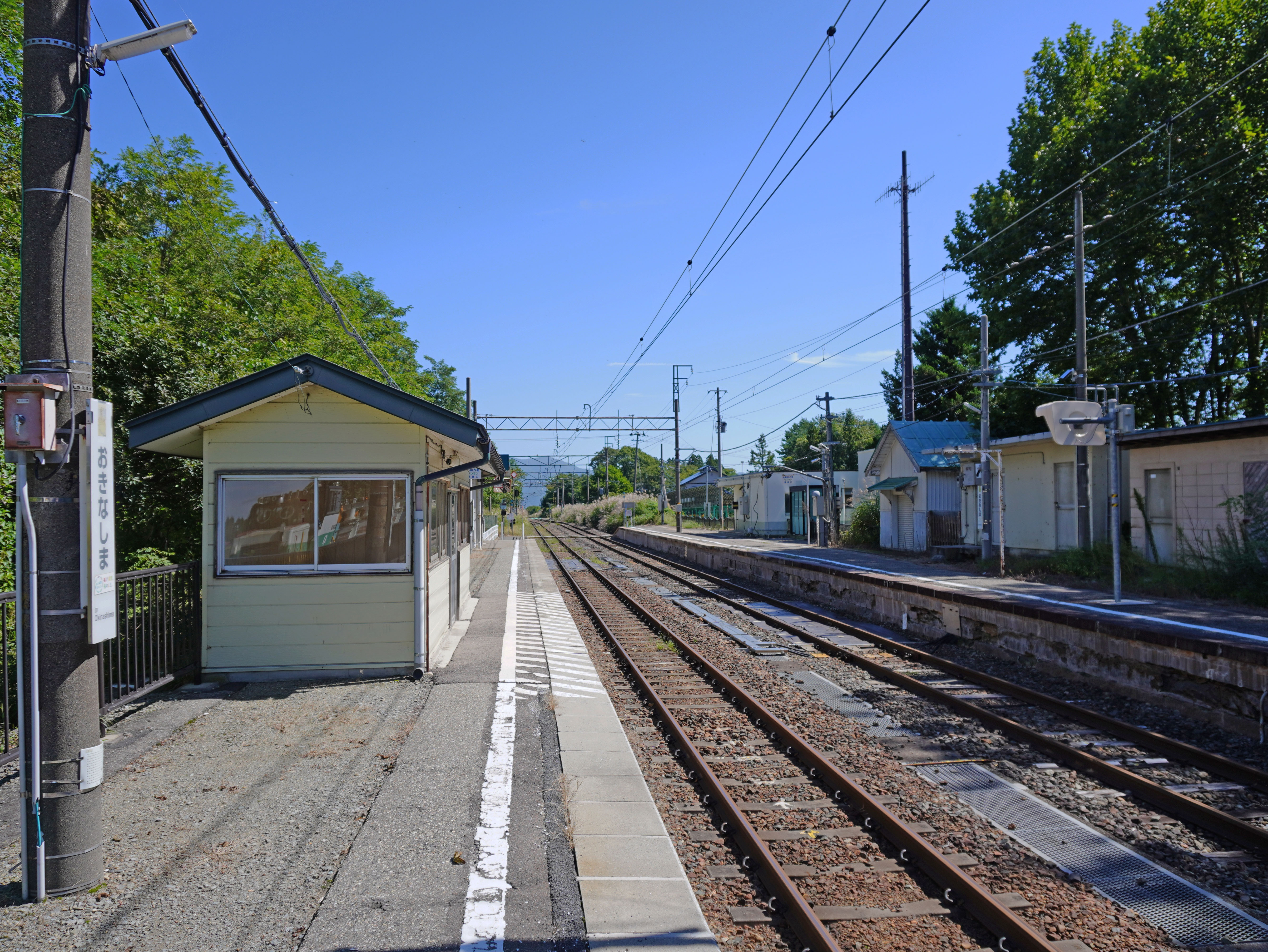
ホーム（2022年9月）
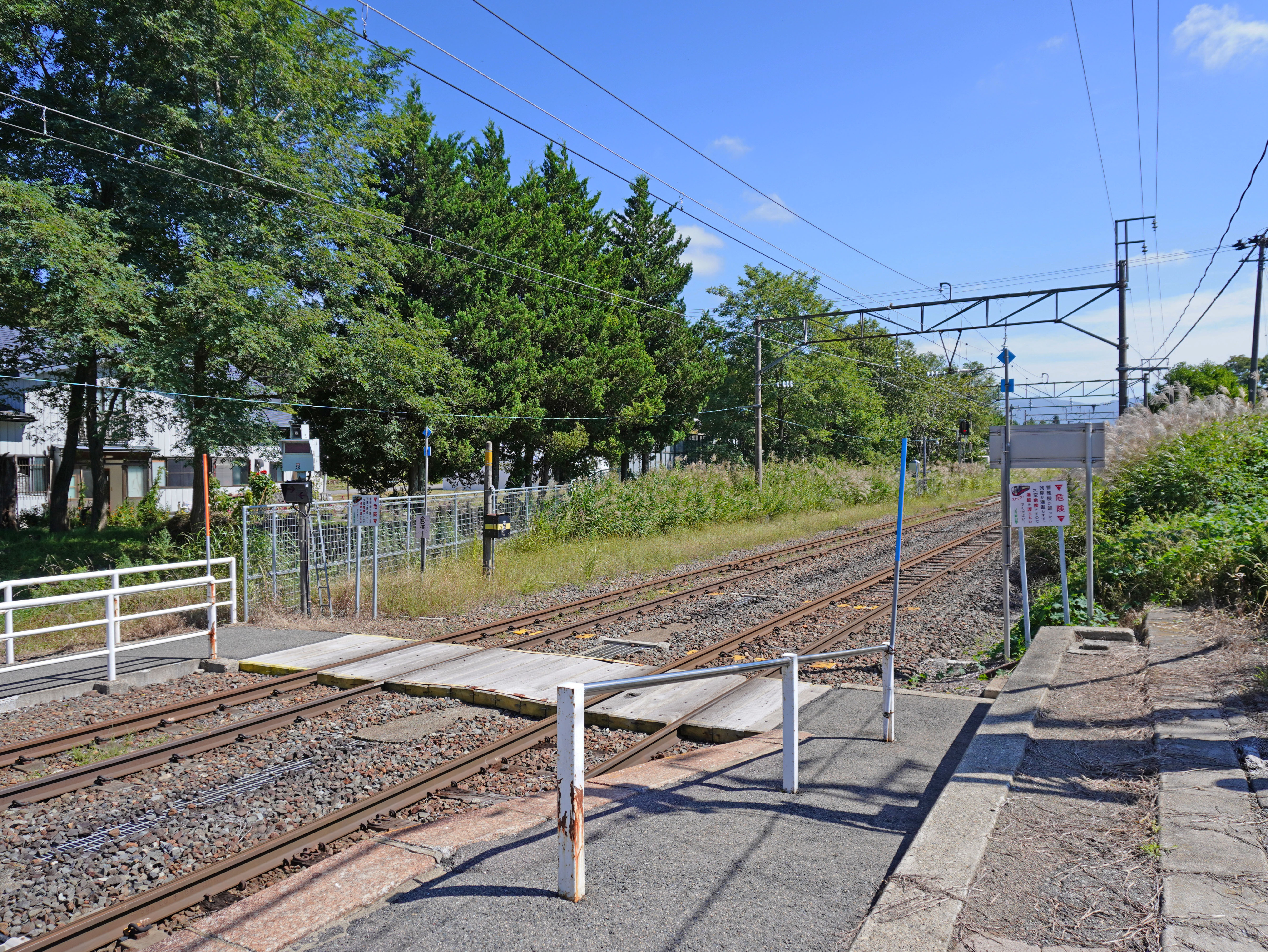
構内踏切（2022年9月）

## 利用状況
「福島県統計年鑑」によると、2000年度（平成12年度）- 2004年度（平成16年度）の1日平均乗車人員の推移は以下のとおりであった。
| 乗車人員推移       | 乗車人員推移     | 乗車人員推移 |
| 年度               | 1日平均 乗車人員 | 出典         |
| ------------------ | ---------------- | ------------ |
| 2000年（平成12年） | 41               | [ 12 ]       |
| 2001年（平成13年） | 38               | [ 13 ]       |
| 2002年（平成14年） | 30               | [ 14 ]       |
| 2003年（平成15年） | 27               | [ 15 ]       |
| 2004年（平成16年） | 27               | [ 16 ]       |

## 駅周辺
- 翁島温泉
- 西ノ沢温泉
- 玉の湯旅館
- 天鏡閣（旧有栖川宮・高松宮翁島別邸）
- 福島県迎賓館（旧高松宮翁島別邸）
- 野口英世記念館
- 野口英世の里郵便局
- 福島県道7号猪苗代塩川線
- 福島県道205号翁島停車場線
- 福島県道206号翁島停車場磐根線

## 隣の駅
東日本旅客鉄道（JR東日本）
■磐越西線
□快速「あいづ」
通過
□快速（一部列車のみ停車）・■普通
猪苗代駅 - 翁島駅 - （更科信号場） - 磐梯町駅